# 2979 Мурманск
2979 Мурманск (енгл. 2979 Murmansk) је астероид главног астероидног појаса са средњом удаљеношћу од Сунца која износи 3,124 астрономских јединица (АЈ).
Апсолутна магнитуда астероида је 12,1 а геометријски албедо 0,037.